# Lenapah, Oklahoma
Lenapah, Oklahoma (енгл. Lenapah) град је у америчкој савезној држави Оклахома.

## Демографија
По попису из 2010. године број становника је 293, што је 5 (-1,7%) становника мање него 2000. године.
| Група             | 2000.       | 2010.       |
| Белци             | 199 (66,8%) | 188 (64,2%) |
| Афроамериканци    | 23 (7,7%)   | 2 (0,7%)    |
| Азијати           | 0 (0,0%)    | 0 (0,0%)    |
| Хиспаноамериканци | 4 (1,3%)    | 1 (0,3%)    |
| Укупно            | 298         | 293         |